# 오조법연
오조법연(五祖法演, 1024년 ~ 1104년)은 11세기 송나라 승려이다. 중국 선불교의 제20대, 석가모니 이래 제47대 조사스님이다. 제21대 조사 원오극근 스님에게 법을 전해 주었다.

## 역사
선불교에서 무자화두(無字話頭)를 정식으로 참구하게 하여 참선공부로 전환한 선사가 바로 오조법연(五祖法演)이다.